# 岜院村
岜院村是贵州省黔西南州册亨县冗渡镇的一个行政村。面积14.9476平方公里，耕地面积363亩。其中水田189亩；旱地174亩；人均耕地面积0.22亩。全村有林面积10969.2亩，森林覆盖率48.92%。